# Edmund Husserl
Edmund Husserl (Pronitz, 8. travnja 1859. – Freiburg, 27. travnja 1938.), njemački filozof, osnivač fenomenologije.
Bio je profesor na Halleu i Göttingenu. Asistentica na sveučilištu bila mu je sv.Edith Stein.Smatrao je da je pravi predmet filozofije istraživanje biti i da se prema toj predmetnosti filozofija razlikuje od drugih znanosti, a cjelokupnost trancendentalnih svijest, kao izvor svega što postoji, naziva "apsolutni život".

## Vanjske poveznice
Na engleskom:
- The Husserl Page
- Husserl.net

Na njemačkom:
- Husserl-Archiv Freiburg